# Блешково Верхнее
Блешково Верхнее — деревня в Красноборском районе Архангельской области. Входит в состав Черевковского сельского поселения.

## География
Находится в юго-восточной части Архангельской области на расстоянии приблизительно 40 км на запад-северо-запад по прямой от административного центра района села Красноборск на левобережье реки Северная Двина.

## История
В 1859 году здесь (территория Сольвычегодского уезда Вологодской губернии) было учтено 15 дворов в деревне Блешково 2-е и 1 двор в деревне Мышино 1-е (Блешково). Под современным названием отмечена уже только в 1939 года как деревня Холмовского сельсовета Черевковского района.

## Население
Численность населения: 16 человек (русские 94 %) в 2002 году, 19 в 2010.